# Satteldecke

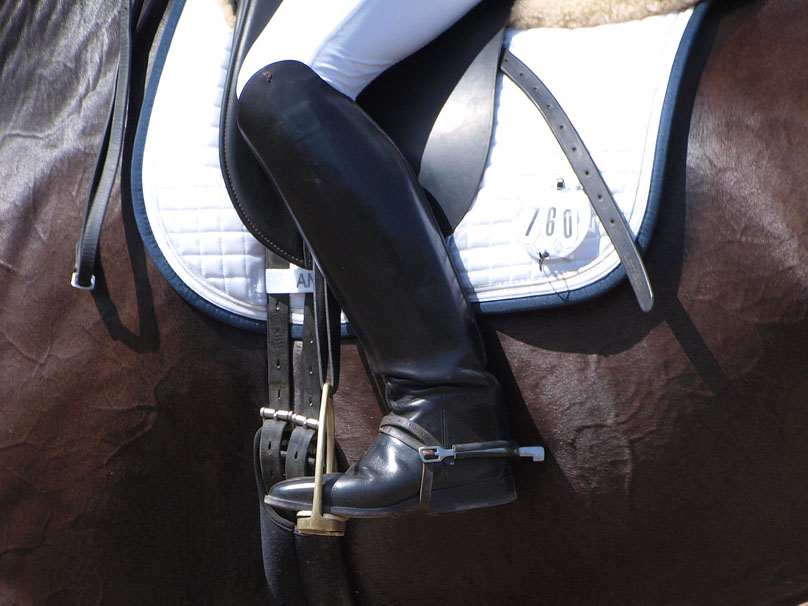
Schabrackenförmige weiße Turniersatteldecke mit Startnummer

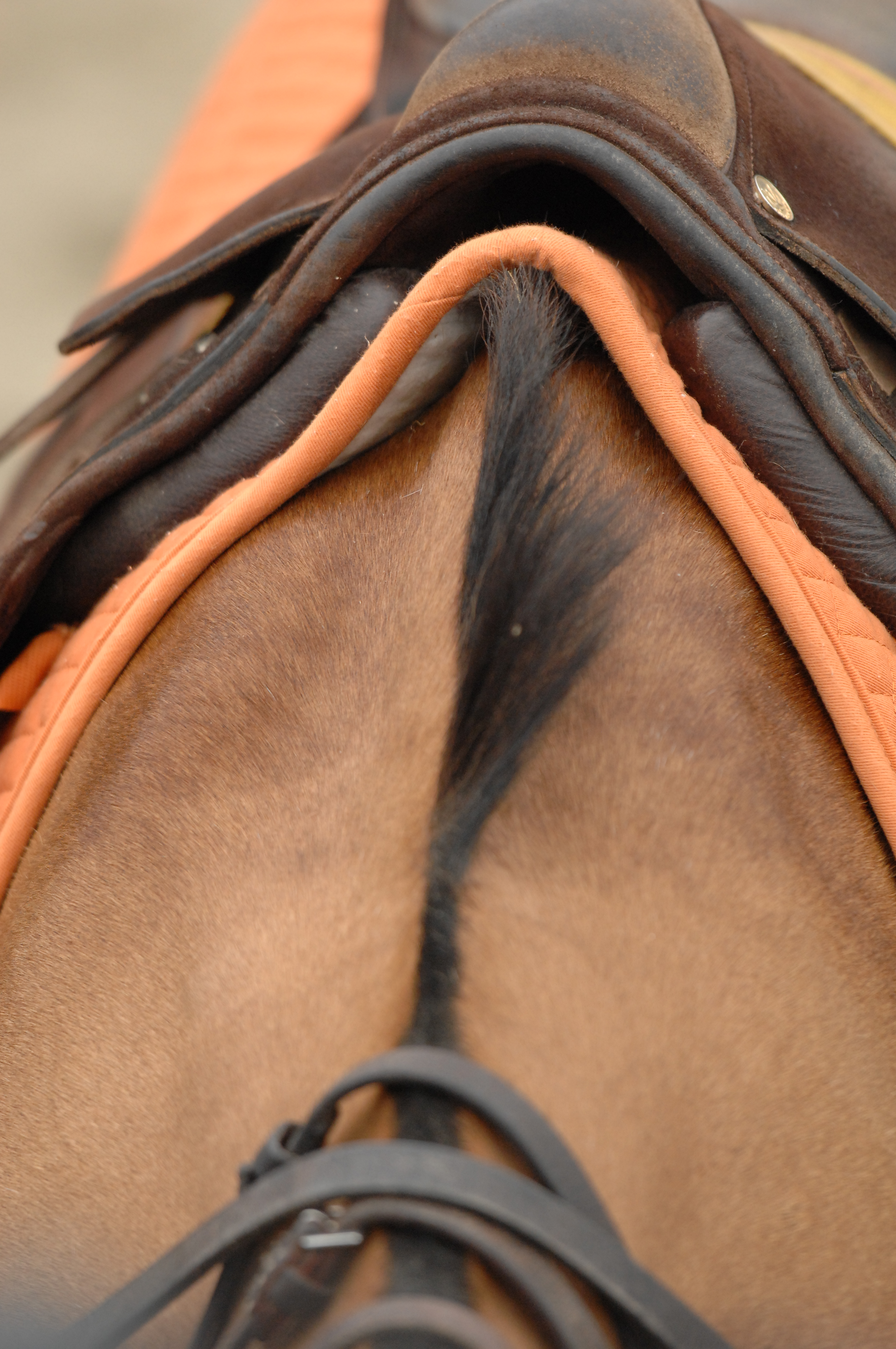
Satteldecke in den Sattel hochgezogen, liegt nicht auf Widerrist auf

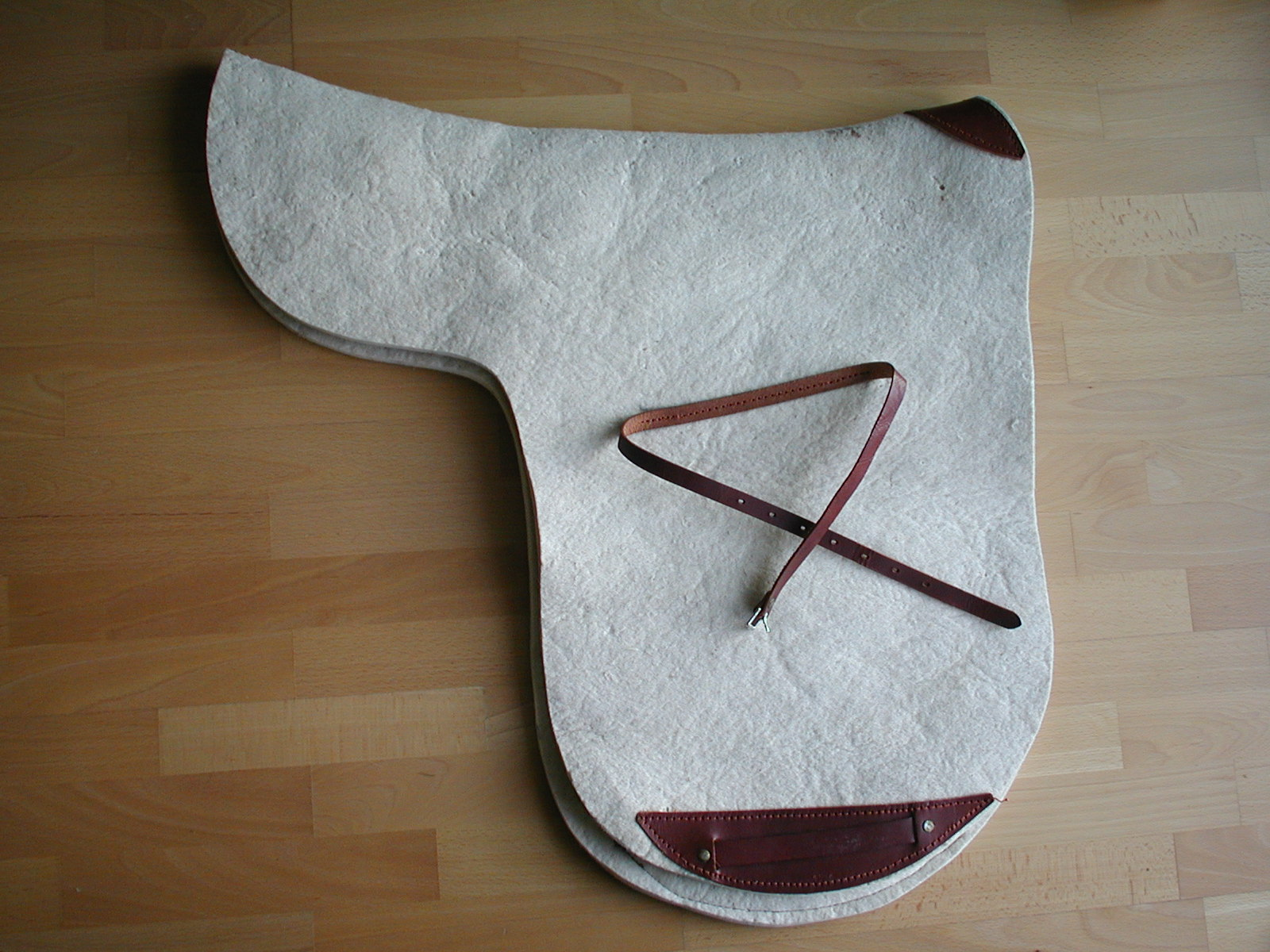
Sattelförmige Satteldecke aus Filz

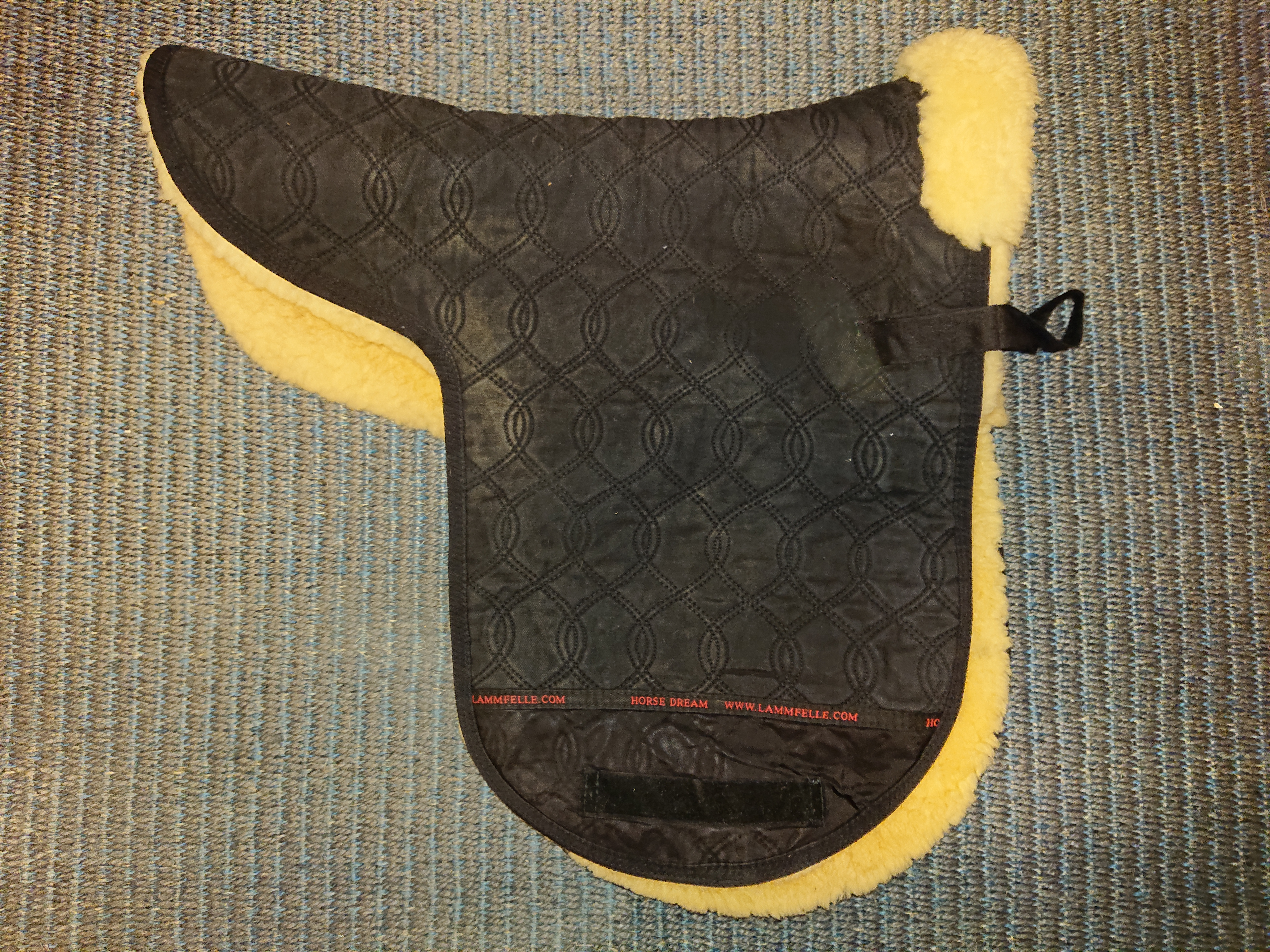
Lammfellsatteldecke

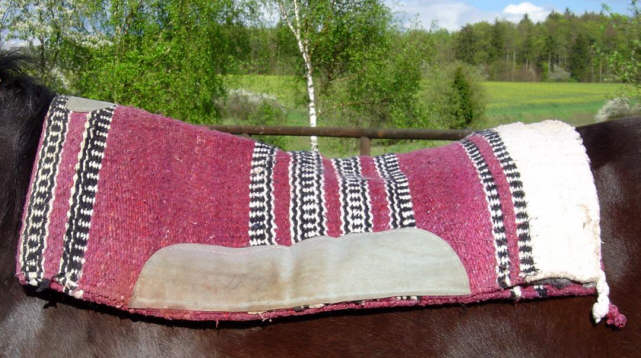
Westernpad

Eine Satteldecke schützt sowohl das Pferd als auch den Sattel.
Sie schützt den Sattel vor Schweiß, Staub und Schmutz aus dem Fell des Pferdes und vor der Reibung. Dem Pferd bietet sie eine zusätzliche Polsterung, die kleine Passungenauigkeiten des Sattels ausgleichen kann, was aber eine deutlich schlechtere Alternative zu einem perfekt passenden Sattel darstellt. Um die Luftzirkulation unter dem Sattel zu gewährleisten und keinen Druck auf der Wirbelsäule aufzubauen, müssen sie so im Sattel eingekammert werden, dass sie die Wirbelsäule nicht berühren.
Je nach Zweck gibt verschiedene Formen. Satteldecken für Spring- und Dressur-Turniere sind weiß. Dünne, weiße Satteldecken werden auch als Turnierdecken bezeichnet. Sie sind entweder aus Baumwolle gut waschbar und können gebleicht werden, oder sie sind aus verziertem Polyester.

## Satteldecke (sattelförmig)
Die klassischen Satteldecken im Reitsport haben die gleiche Form wie der Sattel. Dadurch wird eine möglichst hohe Passgenauigkeit gewährleistet, Druckstellen durch die Decke selbst werden verhindert und unnötiges Schwitzen der Pferde unter übergroßen Decken vermieden. Dafür werden luftdurchlässige und schweißaufsaugende Satteldecken bevorzugt, die einerseits ein übermäßiges Schwitzen des Pferdes unter dem Sattel vermeiden helfen und andererseits den Sattel vor dem Pferdeschweiß schützen soll. Die Decken werden mit Schlaufen am Sattelgurt befestigt.
Es gibt Satteldecken aus Baumwolle, Polyester, Lammfell, Filz und Leder. Ledersatteldecken polstern nicht, sie schützen nur den Sattel. Lammfellsatteldecken sind für das Pferd besonders angenehm. Da sie aber durch den Staub aus dem Pferdefell und den Schweiß sehr schnell verschmutzen und kaum gewaschen werden können, verursacht das regelmäßige Ausbürsten viel Arbeit und ist sehr staubig.

## Schabracke
Für festliche Auftritte und für das Wanderreiten werden heute oft Schabracken verwendet. Schabracken sind überwiegend aus Polyester gefertigt. Es gibt zudem Stoffschabracken mit Lammfell in der Sattellage, die allerdings schwierig zu reinigen sind, da das Lammfell nicht gewaschen, sondern nur gebürstet werden kann, der Stoff jedoch gewaschen werden muss. Für größere Ausritte sind Schabracken mit aufgenähten Taschen erhältlich, in die beispielsweise eine Trinkflasche passt.

## Woilach
Im Wanderreitsport und früher auch beim Militär wurde häufig der Woilach eingesetzt, eine mehrfach gefaltete Wolldecke. Der Woilach kann nach dem Ritt auch als Abschwitzdecke verwendet werden.

## Westernpad
Für Westernsattel werden Westernpads verwendet, die einen größeren Bereich des Rückens bedecken. Das Pad schützt den Sattel vor Schweiß und gleicht kleinere Passfehler aus. An möglichen Scheuerstellen durch den Sattel sind zum Schutz des Pads Lederstreifen aufgenäht. Da die Westernreitweise dem Arbeiten mit dem Pferd entlehnt ist und das Pferd den ganzen Tag unter einem solchen Sattel laufen sollte, ist ein besonders guter Schutz des Rückens erforderlich.  Westernpads sind meist sehr dick (ca. 5 cm), dadurch ist der Kontakt zum Pferd weniger eng.

## Sattelunterlagen
Sattelunterlagen, auch Pads genannt, sind kleiner als der Sattel, sie decken nur einen Bereich rechts und links der Wirbelsäule ab. Sie dienen entweder dazu einen schlecht passenden Sattel oder eine schlechte Sattellage auszugleichen, oder bei empfindlichen Pferden zur Schonung des Widerrists. Gelpads haben meist Form von Sattelunterlagen, da sie sonst zu schwer werden und zum Rutschen neigen. Sie werden häufig zur Befestigung in eine waschbare Baumwollsattelunterlage mit passender Tasche geschoben. Es sind auch Sattelunterlagen aus geschäumten Gummimaterialien im Handel.

## Fellunterlagen
Rehfelle und Rentierfelle gelten als besonders rückenschonend. Die Haare des Winterfells von Pferden schließen zur besseren Isolation viel Luft in Hohlräumen ein und sind darum weicher und brechen leichter ab als beispielsweise Kunststofffasern oder Baumwollfasern. Dadurch können aufgeraute Stellen im Fell unter dem Sattel entstehen. Stellen, an denen Haar abbricht und stumpf wird, sind meist Anzeichen für einen beginnenden Satteldruck. Wildfell schließt dagegen noch mehr Luft ein als Pferdefell, es ist weicher und die Wildhaare brechen leichter ab als die Pferdehaare. Mit einer Sattelunterlage aus Wildfell kann das Pferdefell geschont werden.
Da Rehe und Rentiere viel kleiner sind als Pferde ist ihre Decke so klein, dass sie nur für eine Sattelunterlage reicht. Wildfelle werden meistens in der natürlichen Form einfach mit der Fellseite zum Pferd unter den Sattel gelegt. Sie sind die teuerste Art der Sattelunterlage im Reitsporthandel und werden meist dann verwendet, wenn ein Pferd eine Neigung zu Satteldruck hat, oder sonst besonders empfindlich ist. Wildfelle werden unter der normalen Satteldecke verwendet. Sie können nicht gewaschen werden und müssen daher regelmäßig ausgebürstet werden.
Lammfell-Sattelunterlagen sind meist in Stoff gefasst, wobei die Fellseite zum Pferd und die Stoffseite zum Sattel weist. Die Lammfellsattelunterlage wird unter der normalen Satteldecke verwendet. Da eine Lammfell-Sattelunterlage viel kleiner ist als eine Satteldecke, ist sie wesentlich leichter sauber zu halten und weniger teuer als eine ganze Lammfell-Satteldecke.